# Helmut Ottenjann
Helmut Ottenjann (* 15. Mai 1931; † 4. Oktober 2010 in Cloppenburg) war ein deutscher Volkskundler und Prähistorischer Archäologe.

## Leben
Helmut Ottenjann war 35 Jahre Direktor des Niedersächsischen Freilichtmuseums Museumsdorf Cloppenburg. Er folgte seinem Vater und Gründer des Freilichtmuseums, dem Studienrat Heinrich Ottenjann, als Direktor und übte das Amt von 1961 bis zu seiner Pensionierung im Jahr 1996 aus.
Helmut Ottenjann studierte nach dem Abitur am Cloppenburger Clemens-August-Gymnasium die kulturwissenschaftlichen Fächer Archäologie, Geschichte, Volkskunde und Kunstgeschichte. 1957 promovierte er an der Christian-Albrechts-Universität zu Kiel mit einer Dissertation über „Die nordischen Vollgriffschwerter  während der Hochblüte der älteren Bronzezeit“. Als wissenschaftlicher Assistent an Museen in Schleswig, Stockholm und in Nürnberg sammelte er erste Museumserfahrungen. Schließlich wurde er nach dem Tode seines Vaters Heinrich 1961  Museumsleiter am Museumsdorf.
Helmut Ottenjann machte das Niedersächsische Freilichtmuseum zu einer national wie international anerkannten Einrichtung. Er legte den Fokus nicht nur auf die gezielte museale Sammlungstätigkeit, sondern auch auf die wissenschaftliche Einordnung und Erforschung der Exponate. Wie wohnten unsere Vorfahren, wie kleideten sie sich, welche Transportmittel benutzten sie? Dies waren Fragen, die Ottenjann stellte.
Neben dem wissenschaftlichen Interesse für die Geschichte der Region, das seinen Niederschlag in zahlreichen Veröffentlichungen, Fachbüchern und Ausstellungen fand, verfolgte Ottenjann beharrlich auch den Ausbau des Museumsdorfes. Die Zahl der historischen Gebäude nahm von 20 auf 52 Gebäude zu. In ähnlichem Umfang wuchs auch die Anzahl der übrigen Museumsexponate.
Von 1971 bis 2001 war Ottenjann ehrenamtlicher Geschäftsführer des Heimatbundes für das Oldenburger Münsterland. Er war einer der Initiatoren der Qualifizierungsmaßnahme "Musealog" für Akademiker im Bereich der Museen und Baudenkmalpflege. Nach seiner Pensionierung initiierte er 1998 die Stiftung Kulturschatz Bauernhof, deren erster ehrenamtlicher Geschäftsführer er wurde. Ottenjann forschte weiter über Möbel und bäuerliche Schreibkultur; er erstellte noch über 75 wissenschaftliche Aufsätze.
Für Aufsehen sorgte ein Vortrag, den Ottenjann im Juni 2000 vor der Mitgliederversammlung der „Gesellschaft für Agrargeschichte“ mit dem Titel „Erfassen, Erschließen und Erhalten der Agrarkulturen in deutschen Landen. Unsere Verantwortung gegenüber der Geschichte“ hielt. Darin forderte Ottenjann dazu auf, energisch Maßnahmen zu ergreifen, um das teilweise schon verfallende Agrarkulturerbe Deutschlands zu sichern und zu erhalten. Als Basis hierfür wurde die „Datenbank AgrarKulturerbe“ geschaffen, die alle Organisationen oder Personen in Deutschland umfassen soll, die sich mit dem Agrarkulturerbe befassen. Dies sind Museen, Museumsdörfer, Archive, Bibliotheken, Forschungseinrichtungen, Heimat- und Geschichtsvereine, Landschaftspflegeverbände, Verwalter historischer Stätten, ländlicher Siedlungen und Kulturlandschaften, Denkmalschützer oder private Sammler.
Ottenjann war Mitglied der katholischen Studentenverbindungen AV Rheno-Guestfalia Kiel und KDStV Hercynia Freiburg im Breisgau.

## Ehrungen
- Träger des Niedersachsenpreises für Kultur der Niedersächsischen Landesregierung 1982
- Honorarprofessor der Universität Vechta/Osnabrück, 1987
- Ehrenmitglied des Niedersächsischen Heimatbundes, 1998
- Ehrenmitglied des Heimatbundes Oldenburger Münsterland, 2001
- Ehrenring des Heimatbundes Oldenburger Münsterland und des Verbundes Oldenburger Münsterland, 2001
- Verdienstkreuz am Bande des Niedersächsischen Verdienstordens, 2003
- 1. AgrarKulturerbe-Preis, 2008
- „Oldenburg-Preis“ der Oldenburgischen Landschaft, 2009

## Veröffentlichungen
- Woher kamen die Erbauer der Großsteingräber an Hase und Hunte? In: Heimatkalender für das Oldenburger Münsterland. Bd. 4. 1955, S. 45–50 (online)
- Neue Grabfunde bestätigen das Vorhandensein einer Hase-Hunte-Kulturprovinz in vorgeschichtlicher Zeit. In: Heimatkalender für das Oldenburger Münsterland. Bd. 6. 1957, S. 45–49 (online)
- Die nordischen Vollgriffschwerter der älteren und mittleren Bronzezeit (= Römisch-Germanische Forschungen. Bd. 30, ISSN 0176-5337). de Gruyter, Berlin 1969.
- mit Elfriede Heinemeyer: Alte Bauernmöbel aus dem nordwestlichen Niedersachsen (= Nordwestniedersächsische Regionalforschungen. Bd. 1). Schuster, Leer 1974, ISBN 3-7963-0075-8 (Später als: Alte Bauernmöbel. Volkstümliche Möbel aus dem nordwestlichen Niedersachsen. 2., neubearbeitete und erweiterte Auflage. ebenda 1978).
- Alte Bauernhäuser zwischen Weser und Ems. Fotos: Helmut Tecklenburg. Schuster in Kommission u. a., Leer 1979, ISBN 3-7963-0184-3 (3. Auflage. Gerstenberg, Hildesheim 1989, ISBN 3-8067-2003-7).
- mit Friedrich-Wilhelm Jaspers: Volkstümliche Möbel aus dem Ammerland. Stollentruhen, Kastentruhen, Koffertruhen (= Materialien zur Volkskultur nordwestliches Niedersachsen. H. 4–5). 2 Bände (Bildteil. Textteil.). Museumsdorf Cloppenburg, Cloppenburg 1982–1983, ISBN 3-923675-00-3.
- Haus- und Hofarchive der ländlichen Bevölkerung Niedersachsens. In: Hand-Schrift – Schreib-Werke. Schrift und Schreibkultur im Wandel in regionalen Beispielen des 18. bis 20. Jahrhunderts (= Materialien zur Volkskultur nordwestliches Niedersachsen. H. 16). Museumsdorf Cloppenburg, Cloppenburg 1991, ISBN 3-923675-24-0, S. 157–173.
- als Herausgeber mit Karl-Heinz Ziessow: Die Kartoffel. Geschichte und Zukunft einer Kulturpflanze (= Arbeit und Leben auf dem Lande. Bd. 1). Museumsdorf Cloppenburg, Cloppenburg 1992, ISBN 3-923675-30-5.
- als Herausgeber mit Hans Galen: Westfalen in Niedersachsen. Kulturelle Verflechtungen: Münster, Osnabrück, Emsland, Oldenburger Münsterland. Museumsdorf Cloppenburg, Cloppenburg 1993, ISBN 3-923675-37-2.
- als Herausgeber: Landarbeit und Kinderwelt. Das Agrarwesen in pädagogischer Literatur, 18. bis 20. Jahrhundert (= Arbeit und Leben auf dem Lande. Bd. 2). Museumsdorf Cloppenburg, Cloppenburg 1994, ISBN 3-923675-45-3.
- als Redakteur: Kulturschatzinsel Bauernhof. Einzigartiges Kulturerbe im Weser-Ems-Gebiet. Eine Denkschrift. Haferkamp, Oldenburg 1996.
- Der Silhouetteur Caspar Dilly aus Löningen.  Familienbilder der Landbevölkerung im westlichen Niedersachsen 1805–1841 (= Die Blaue Reihe. H. 3). Heimatbund Oldenburger Münsterland, Cloppenburg 1998, ISBN 3-9804494-9-1.
- Regionalgeprägte Möbelkultur des Kirchspiels Löningen. Von Löningern erdacht – gemacht – genutzt. Heimatverein Löningen, Löningen 2003, ISBN 3-932959-29-9.
- Identitätskultur des „Bauern-Volkes“. Entfaltung und Ende in der Weser-Ems-Region. (Aspekte einer synoptischen Sachkulturanalyse für die Weser-Ems-Region). In: Karl-Heinz Ziessow, Christoph Reinders-Düselder, Heinrich Schmidt (Hrsg.): Frühe Neuzeit. Festschrift für Ernst Hinrichs (= Studien zur Regionalgeschichte. 17). Verlag für Regionalgeschichte, Bielefeld 2004, ISBN 3-89534-507-5, S. 93 ff. (Separatdruck: Ostendorf, Cloppenburg 2004).
- Eigengeprägte Möbelkultur des Kirchspiels Ankum im 18. und 19. Jahrhundert. In: Heimat-Hefte für Dorf und Kirchspiel Ankum. Bd. 8, 2005, ZDB-ID 1483231-8, S. 37–59.
- Bauerrichterbücher der Osnabrücker Kirchspielsbauerschaften des 18. und 19. Jahrhunderts als Dokumente gemeindlicher Selbstverwaltung. Der Bauer als Finanzier der Gemeindekasse. In: Osnabrücker Mitteilungen. Bd. 111, 2006, ISSN 0474-8158, S. 131–170.
- Hochzeitsschränke des Oldenburger Ammerlandes. Möbelkultur, Eherecht und Heiratskreise 1600–1800 (= Quellen und Studien zur Regionalgeschichte Niedersachsens. Bd. 10). Museumsdorf Cloppenburg, Cloppenburg 2006, ISBN 3-938061-07-3.
- Gedruckte und handgefertigte „Vorschriften“ seit der Frühneuzeit. Dokumente alemannischer, ostfriesischer und deutsch-amerikanischer Schulbildung in der Stadt und auf dem Lande. In: Heidrun Alzheimer, Fred G. Rausch, Klaus Rieder, Claudia Selheim (Hrsg.): Bilder – Sachen – Mentalitäten. Arbeitsfelder historischer Kulturwissenschaften. Wolfgang Brückner zum 80. Geburtstag. Schnell + Steiner, Regensburg 2010, ISBN 978-3-7954-2323-0, S. 451–466.